# Ma belle gosse
Pour plus de détails, voir Fiche technique et Distribution.
Ma belle gosse est une comédie dramatique française réalisée par Shalimar Preuss et sortie en 2012.

## Synopsis
Madène entretient une relation épistolaire avec un prisonnier qui a deux fois son âge. En vacances avec sa famille, ses cousines découvrent les lettres.

## Fiche technique
- Titre : Ma belle gosse
- Réalisation : Shalimar Preuss
- Scénario : Emile Guilhen et Shalimar Preuss
- Musique : Olivier Touche et Pascal Ribier
- Photographie : Virginie Surdej
- Montage : Gustavo Vasco
- Producteur : Emmanuel Chaumet
- Production : Ecce Films
- Distribution : Nour Films
- Pays :  France
- Durée : 83 minutes
- Genre : comédie dramatique
- Dates de sortie : 
  -  France : 26 novembre 2012 (Festival du film de Belfort - Entrevues)
  -  Pays-Bas : 28 janvier 2013 (Festival international du film de Rotterdam)
  -  France : 11 septembre 2013

## Distribution
- Lou Aziosmanoff : Maden
- Jocelyn Lagarrigue : Le père
- Victor Laforge
- Manon Aziosmanoff
- Nine Aziosmanoff
- Hélène Cinque
- Rebecca Convenant
- Sedrenn Labrousse